# Holy Fuck
Holy Fuck  ist eine experimentelle Rockband aus Toronto, Kanada. Sie gehören zu Dependent Music, einem Künstlerkollektiv, welches seit 1994 existiert und zu dem auch ein Label gehört, auf dem Bands wie Holy Fuck, Wintersleep und Land of Talk veröffentlichen.

## Geschichte
Seit der Gründung im Jahr 2004 von Graham Walsh und Brian Borcherdt haben Holy Fuck auf allen großen Festivals wie z. B. Coachella, Lollapalooza, Glastonbury Festival, Montreal Jazz Festival und SXSW in Texas gespielt. Schlagzeuger der Band ist der ehemalige Enon-Schlagzeuger Matt Schultz. Live wird manchmal das Line-up der Band durch Freunde ergänzt.
Viele ihrer Songs entstehen auf den Tourneen und werden nach der Tour unter Live-Bedingungen im Studio eingespielt.
Die Band benutzt bei ihren Konzerten neben herkömmlichen Musikinstrumenten auch ungewöhnliche Gegenstände zur Tonerzeugung, wie ein Kinderkeyboard oder einen alten Filmsynchronisator. Im Konzert wird auf den Geräten tatsächlich gespielt, es werden keine Samples vom Laptop benutzt. Häufig werden die Konzerte von Holy Fuck live im Internet übertragen.

## Diskografie
- 2005: Holy Fuck (Album)
- 2007: Holy Fuck (EP)
- 2007: LP (Album)
- 2010: Latin (Album)
- 2016: Congrats (Album)
- 2020: Deleter (Album)